# Thomas Lebrun
Thomas Lebrun, né le 1er avril 1974, est un chorégraphe et danseur français et actuel directeur du Centre chorégraphique national de Tours.

## Biographie
Thomas Lebrun a été interprète pour les chorégraphes Bernard Glandier, Daniel Larrieu, Christine Bastin, Christine Jouve ou encore Pascal Montrouge. En 2000, il fonde la compagnie Illico, établie au Vivat d'Armentières puis du Centre de développement chorégraphique danse à Lille. Il est nommé le 27 mai 2011, par Frédéric Mitterrand, à la direction du Centre chorégraphique national de Tours dont il prend la direction en janvier 2012.

## Répertoire
Les créations chorégraphiques de Thomas Lebrun . Riche d'environ 25 pièces ces 15 dernières années, il compte également plusieurs collaborations et coécritures. 

### Au sein de la compagnie Illico
- Cache ta joie (1998)
- Le Show (2000), avec Foofwa d'Immobilité
- On prendra bien le temps d'y être (2001)
- La Trêve(s) (2004)
- Sol Sehen (2005)
- Que tal ? ou comment peut-être vouloir un problème (2006), avec Cécile Loyer
- Illicoïtry (2006)
- Le solo What You Want ? (2006) et Bal
- Les Soirées What You Want ? (2006)
- Switch (2007)
- On ne se connaît pas encore, mais… (2007)
- Many Dreams for Exercizing Waltz (2008)
- Itinéraire d'un danseur grassouillet (2009)
- To Do This, Don't Do That (2009)
- Sua idéa de ser (2009)
- Walking (2009)
- Feue (2010)
- Parfois, le corps n'a pas de cœur (2010)
- La constellation consternée (2010)
- Eh bien, je m'en irai loin (2011)
- Instantanément (2011)
- Six Order Pieces (2011)

### Au sein du Centre chorégraphique national de Tours
- La jeune fille et la mort (2012)
- Trois décennies d'amour cerné (2013)
- Tel quel ! (2013), création jeune et tout public
- Lied Ballet (2014) dans le cadre du 68e du Festival d'Avignon
- Où chaque souffle danse nos mémoire (commande du CMN 2015)
- Avant toutes disparitions (2016)
- Les rois de la piste (2016)
- Another look at memory (2017)
- Dans ce monde (2018)
- Ils n'ont rien vu (2019)
- ...de bon augure (2020)
- Mille et une danses (pour 2021) (2021)
- L'envahissement de l'être (danser avec Duras) (2023)
- Sous les fleurs (2023)